# Les Citadines
Les Citadines est le nom d'un programme développé par Renault explorant des solutions pour le transport urbain et la protection de l'environnement. Présenté au Mondial de l'automobile de Paris en 1994, le programme comprend six véhicules :
- Ampératices : trois véhicules à propulsion électrique

- Ludo : petit concept car destiné à la ville propulsé au GPL

- Modus : petit utilitaire de ville à propulsion hybride très polyvalent dans la mesure où la partie chargement peut facilement être changée. Modus peut ainsi être un simple fourgon ou un fourgon réfrigéré ou encore un taxi pouvant accueillir 6 passagers.

- City-Site : véhicule de transport en commun développé par RVI branche poids lourd du Groupe Renault

Sur les six véhicules, seuls Ludo et Modus ont été réalisés en vrai.

## Sources
- Cet article est partiellement ou en totalité issu de l'article intitulé « Renault Modus Concept 1994 » (voir la liste des auteurs).

- Cet article est partiellement ou en totalité issu de l'article intitulé « Renault Ludo » (voir la liste des auteurs).

- Cet article est partiellement ou en totalité issu de l'article intitulé « Renault Amperatrices Concept » (voir la liste des auteurs).